# برناديت مارتن
برناديت مارتن (بالفرنسية: Bernadette Martin)‏ هي عداءة سريعة فرنسية، ولدت في 13 سبتمبر 1951 في غرونوبل في فرنسا.

## وصلات خارجية
- برناديت مارتن على موقع أوليمبيديا (الإنجليزية)